# Photoscotosia fusca
Photoscotosia fusca là một loài bướm đêm trong họ Geometridae.